# أييوس ييورييوس فيرون (ماغنيسيا)
أييوس ييورييوس فيرون (Άγιος Γεώργιος Φερών) هي مدينة في ماغنيسيا في مقاطعة فوريا إلادا في اليونان.
يبلغ عدد سكانها حوالي 814 نسمة.